# Cruz de Combatiente Voluntario
La Cruz del Combatiente Voluntario (CCV) es una condecoración militar francesa que fue creada para recompensar a los combatientes voluntarios que eligieron de forma espontánea servir en una unidad de combate de la guerra de 1939-1945 . Existe una condecoración similar para la Primera Guerra Mundial ( Cruz del Combatiente Voluntario de la Guerra 1914-1918 ) y para los que participaron a la Resistencia ( Cruz del Combatiente Voluntario de la Resistencia ).
Se creó un primer momento una cruz específica para la guerra de 1939-1945, antes de que esta fuera reemplazada en 1981 por una cruz única para todas las operaciones llevadas a cabo desde 1939.

## Cruz de Combatiente Voluntario de la Guerra de 1939-1945
Esta condecoración es equivalente a la que se otorgaba para los combatientes en la Primera Guerra Mundial. Fue a petición de las asociaciones de veteranos que el Estado estableció, mediante una ley del 4 de febrero de 1953, acompañada de un decreto de aplicación del 19 de noviembre de 1955, la concesión de la cruz de combatiente voluntario 1939-1945.
Cinta : de color rojo (parecido a la cinta de la Orden Nacional de la Legión de Honor), con una banda central verde y dos bandas laterales amarillas (similar a la cinta de la medalla militar).
Cruz :en el anverso « RÉPUBLIQUE FRANÇAISE » y en el reverso las fechas « 1939-1945 ".

## Cruz de Combatiente Voluntario
El decreto n°81-844 del 8 de septiembre de 1981  creó la cruz de combatiente voluntario y retiró la cruz de combatiente voluntario 1939-1945. Las disposiciones relativas a la Cruz de Combatiente Voluntario fueron codificadas por el Decreto n°2016-1903 del 28 de diciembre de 2016 relativa a la parte reglamentaria del Código de Pensiones de Invalidez Militar y de Víctimas de Guerra (CPMIVG).  Desde el 1 de enero de 2017, estas disposiciones fueron el objeto de los artículos R352-2 y D352-3 hasta D352-12 de dicho artículo.
La medalla está compuesta de una cruz que tiene en el anverso la inscripción « RÉPUBLIQUE FRANÇAISE » y en el reverso « CROIX DU COMBATTANT VOLONTAIRE » suspendido de una cinta idéntica a la de la cruz del combatiente voluntario 1939-1945. Las operaciones en que haya participado el beneficiario se registran en una barra metálica de color blanco, cuya lista es la siguiente:
- Guerra 1939-1945 ;
- Indochina ;
- Corea ;
- África del Norte ;
- Misiones externas. En este caso, la cruz sólo puede ser otorgada a los reclutas que se presentaron voluntariamente durante la duración legal de su servicio militar o servicio voluntario de largo plazo (VSL) para participar en una operación externa (OPEX), además de, desde el decreto n°2011-1933 del 22 de diciembre de 2011 , a los reservistas operativos que hayan prestado servicio en OPEX (de hecho, la salida en OPEX constituye para los reservistas un acto de voluntariado caracterizado). Los titulares de esta barra también deben haber servido efectivamente en una unidad combatiente reconocida (en términos de la cantidad de acciones de combate registradas oficialmente para la unidad).

En cualquiera de los casos, el solicitante de la cruz debe tener en primera instancia una tarjeta de combatiente (que da derecho al solicitante a llevar la cruz de combatiente ) emitida para el conflicto u operación en cuestión, y de la Medalla de Ultramar pertinente con el broche que corresponde, o la medalla conmemorativa pertinente con el broche correspondiente.
De la misma manera que la Medalla de la Resistencia Francesa, la Medalla de los Fugitivos y la Medalla Conmemorativa de los Servicios Voluntarios en la Francia Libre, la Cruz de Combatiente Voluntario es un título de guerra y es considerada una referencia privilegiada en el marco de los estudios de los expedientes propuestos para las órdenes nacionales (Orden Nacional de la Legión de Honor y Orden Nacional del Mérito ) y también para la Medalla Militar.
Debido al número pequeño de personas que podrían ser elegibles a esta condecoración (antiguos reclutas y reservistas), la Cruz de Combatiente Voluntario es rara y valorada. A menudo, las solicitudes son rechazadas debido a lo difícil que es demostrar la realidad del acto de voluntariado. Esto permite que la Cruz del Combatiente Voluntario conserve todo su valor, teniendo en cuenta que tiene un algo de los tres valores de la Legión de Honor (el rojo de la cinta), la Medalla Militar (el amarillo y el verde) y la Cruz de Guerra (el motivo de la espada que aparece en el módulo y su calidad de cruz).
Para mantener estos requisitos cualitativos, los expedientes de solicitud incluyen un memorando que debe ser redactado por el solicitante, el cual debe estar sustentado, además también de los documentos y soportes aportados.
Los diferentes expedientes son filtrados sucesivamente por dos autoridades administrativas :
- El Centro de Archivos de Personal Militar (CAPM, antigua Oficina Central de Archivos Militares), situado en Pau : estudia en primera instancia los documentos aportados, comprueba su concordancia con el expediente militar individual y evalúa en primera instancia el mérito de la solicitud;
- Oficina de Condecoraciones de los Servicios Centrales del Ministerio de Defensa :toma los expedientes que el CAPM consideró suficientemente sólidos para serles comunicados y lo estudia en comisión. Esta es la misma oficina que maneja las nominaciones para las órdenes nacionales y la Medalla Militar. Si la decisión es positiva, el nombre del solicitante se añade a la orden ministerial que concede el premio, que se presenta al Ministro de Defensa para su firma. El destinatario es informado por correo y luego recibe su diploma.

Los decretos del Ministerio de la Defensa con los que se puede otorgar la Cruz de Combatiente Voluntario, además de las listas nominales de los destinatarios por conflicto, se publican en el Boletín Oficial de Condecoraciones, Medallas y Recompensas (BODMR) de la República Francesa.

## El futuro de la Cruz de Combatiente Voluntario «Misiones externas» (CCV-ME)
Como se ha expresado anteriormente, la población elegible para la CCV-ME es hoy en día muy baja, considerando que para la cuarta generación de fuego (el de operaciones externas u OPEX), el número de potenciales solicitantes para los próximos años hace incierta la sostenibilidad de esta condecoración. La Unión Nacional de Combatientes (UNC) estimó en 2014 que sólo 15.000 nuevos efectivos  recibieron únicamente la tarjeta de combatiente, un paso preliminar para posiblemente obtener la CCV-ME si se cumplen los demás criterios necesarios. Mientras que, al mismo tiempo, el contingente de la segunda y tercera generación del fuego (Segunda Guerra Mundial, Indochina y AFN) va disminuyendo de forma sustancial año tras año, teniendo en cuenta que es entre ellos donde todavía hoy se cuentan el mayor número de destinatarios de la Cruz de Combatiente Voluntario y que la mayor parte de los que tenían derecho a ella ya la han recibido. Una situación que ha sido constatada por algunas asociaciones de veteranos como la Unión Nacional de Combatientes (UNC) o la Federación Nacional de Combatientes Voluntarios (FNCV), que están preocupadas por el deber de memoria y el reconocimiento de los veteranos que legítimamente las dirigen. Asociaciones a las que debemos las repetidas peticiones de apertura de esta distinción a los conscriptos y reservistas operativos (como ocurre desde el decreto n°2007-741 del 9 de mayo de 2007). Un texto que debería permitir en los próximos años a la última « pequeña ola » de reclutas que tuvieron la oportunidad de servir en OPEX, principalmente en la ex Yugoslavia y luego en Bosnia-Herzegovina, el solicitar esta condecoración. En cuanto a los reservistas operativos -que aparecieron tras la suspensión del servicio militar obligatorio- es razonable estimar que el número de ellos proyectado en los OPEX debería, a priori, seguir siendo bajo.
Tomando en cuenta que estas dos poblaciones (reclutas y reservistas operativos) ahora son elegibles, parece que las asociaciones de veteranos están tratando de agrandar el alcance de la asignación del CCV-ME a la categoría de voluntarios en las fuerzas armadas francesas. No obstante, el estatus legal que entorno a estos últimos es substancialmente diferente al de los reclutas voluntarios para OPEX y los reservistas operativos para quienes no había ni hay una obligación de servir en un teatro de operaciones externo y les exige firmar un acto contractual adicional de servicio voluntario que amplía significativamente el alcance de su compromiso. Este no es el caso de los voluntarios, ya que para esta categoría de personas, la palabra « voluntario » en realidad se refiere a la forma en la que han sido reclutados : directos dentro de una unidad y sin pasar por un examen competitivo en una escuela de formación militar inicial. Los voluntarios son, por consiguiente, en conformidad con el artículo L. 4132-6 del Código de Defensa  personal militar profesional contratado para formación militar, para servir en cualquier momento, en cualquier lugar y en cualquier circunstancia. De todos modos, esto implica de hecho que los voluntarios tendrán que servir en operaciones en el extranjero si las circunstancias así lo requieren, a diferencia de los ex reclutas y los reservistas operativos actuales.
Sin embargo, desde hace unos años, los diputados y senadores se hacen eco de esta petición de las asociaciones de veteranos de ampliar la atribución del CCV-ME a los reclutas voluntarios. Los gobiernos sucesivos siempre han formulado la misma respuesta desde 2007, basándose en el argumento de la situación sustancialmente diferente entre los reclutas y reservistas operativos, por un lado, y los voluntarios, por el otro.
En una respuesta fechada al 1 de enero de 2015, El Secretario de Estado en el Ministerio de Defensa, encargado de los veteranos y de la memoria, tras una pregunta del senador Michel Raison, ha retomado el mismo argumento que todas las respuestas dadas a los parlamentarios por los sucesivos gobiernos en estos últimos años. El último elemento de la respuesta - " Sin embargo, se mantendrán conversaciones con las fuerzas armadas, departamentos y servicios sobre las posibilidades de ampliar los criterios para la concesión de esta condecoración. " - parecía ser una primera apertura a la ampliación de la población elegible de la última modificación de las condiciones de asignación. Por ejemplo, los voluntarios en los ejércitos que firman, sin ser militares profesionales a diferencia de los reclutas voluntarios, un contrato de un año (renovable cuatro veces) y cuyo estatus (misiones, salario, vocación de unirse a la reserva operativa al final de su contrato, etc.) es en definitiva muy cercano al de los antiguos conscriptos y al espíritu del servicio militar obligatorio, pero de un modo actualizado a nuestros tiempos.
Tras una pregunta al gobierno hecha el 19 de enero de 2017 por la senadora Sylvie Goy-Chavent, el Secretario de Estado en el Ministerio de Defensa, encargado de los veteranos y de la memoria, parece haber desarrollado su reflexión sobre la cuestión y ha cerrado por ahora la puerta a cualquier modificación de las condiciones y reglas de concesión de la CCV-ME, salvo reservarla en el futuro únicamente a los reservistas y ello con el objetivo de promover su compromiso en operaciones exteriores a través de dicha condecoración, que conserva así su rareza y todo su prestigio vinculado a su condición de título de guerra.
Por lo tanto, la cuestión de si es correcto o no ampliar la cobertura pública del CCV-ME a los voluntarios bajo un contrato parece estar clausurada por el momento.
La posibilidad de poder otorgar la CCV-ME únicamente los servicios prestados por reservistas voluntarios para las operaciones exteriores parece indicar una voluntad por parte del estado de valorar y hacer reconocer de forma específica el compromiso de estos hombres y estas mujeres comprometidos en el seno de las fuerzas armadas en este estatus, en un contexto de seguridad complejo que ha justificado crecientes campañas de reclutamiento de reservistas en los últimos años.

### Artículos relacionados
- Órdenes, condecoraciones y medallas de Francia
- Cintas de condecoraciones militares y civiles francesas
- Lista de condecoraciones civiles
- Lista de condecoraciones militares